# Mannheimer Ruder-Club von 1875
Der Mannheimer Ruder-Club von 1875 ist ein Sportverein aus Mannheim.

## Geschichte und Lage
Am 10. Juni 1875 wurde im Turnverein Mannheim von 1846 eine Ruder-Abteilung gegründet. Diese machte sich im Jahr darauf als Ruder-Club von 1875 selbständig. 1936 bildete der Verein eine Rollschuhabteilung, aus der 1938 der Mannheimer Eis- und Rollsportclub hervorging, aus dem dann 1994 die Adler Mannheim wurden. Erst 1979 gründete der Ruder-Club auch eine Damenabteilung.
Der Ruder-Club hatte sein erstes Bootshaus am Neckar. 1906 entstand ein Bootshaus am Rhein. Nachdem dieses Bootshaus im Zweiten Weltkrieg zerstört worden war, dauerte die Errichtung des Neubaus bis 1954. An diesem Standort ist ein Bootshaus für das Rudern auf dem Rhein, ein Fitnessbereich und ein Restaurant.
1992 kam eine Bootshalle im Mühlauhafen hinzu. Diese wurde 2017 durch eine neue Halle am Altrhein ersetzt, die Halle am Mühlauhafen bekam der Mannheimer Regattaverein. Der strömungsfreie Altrhein wird vom Ruder-Club vor allem für den Jugendsport und den Leistungssport genutzt.

## Bekannte Sportler
Bei den Olympischen Spielen 1936 siegten Willi Eichhorn und Hugo Strauß im Zweier ohne Steuermann. Sie blieben bis heute die einzigen olympischen Medaillengewinner des Ruder-Clubs.
Die erste Weltmeisterschaftsmedaille für den Ruder-Club erkämpften Uwe Barwig, Julius Nick, Lutz Kalmbacher, Wolfgang Grabler und Steuermann Willi Seyer, die als Mitglieder des Leichtgewichts-Achters Bronze bei den Weltmeisterschaften 1974 gewannen, die anderen vier Ruderer kamen vom Stuttgart-Cannstatter Ruderclub von 1910. Bei den Weltmeisterschaften 1977 erruderte Fritz Schuster die Bronzemedaille mit dem Deutschland-Achter, ein Jahr später erhielt er mit dem Achter die Silbermedaille bei den Weltmeisterschaften 1978. Matthias Veit gewann von 2006 bis 2008 dreimal Weltmeisterschaftssilber im Leichtgewichts-Achter. Noch erfolgreicher war der Pararuderer Michael Sauer der 2007 im Mixed-Vierer Gold gewann. Bei den Paralympics 2008 wurde er Vierter.